# Луиђи Фердинандо Марсиљи
Гроф Луиђи Фердинандо Марсиљи, најчешће писан само Марсиљи, (итал. Luigi Ferdinando Marsili, лат. Marsilius; 10. јул 1658 — 1. новембар 1730) био је италијански учењак и познати природњак, такође војно лице које је служило као изасланик у времену турских ратова.

## Биографија
Родом из Болоње, Марсиљи је био потомак старе племићке лозе, а тако је и васпитан. Обавезу да чита књижевна дела, он сам је допуњавао студирањем математике, анатомије, и природњаштва, науке која се тада изучавала на место данашње биологије и познавања природе. Након научних студија, завршених уз помоћ најбољих тутора свог града кренуо је пут Мале Азије сакупљајући податке о војном уређењу Отоманског царства, а такође и о природи.
По повратку са тог задатка, 1682. ступа у службу цара Леополда и као војник бива послат на ратиште против Турака, где је рањен и заробљен у бици код реке Раба. Продат је као роб неком паши након опсаде Беча, а ослобођа се из ропства 1684. године. Вративши се у царску војску, као учењак добија посао војног инжињера. Марсиљи је дао допринос успешном походу на Будим 1686. године, и другим операцијама ослобађања од турске окупације у годинама које су следиле.
Након Карловачког мира био је на задатку војног комесара на линији демаркационе границе Хабзбуршке империје. Марсиљи је мапирао комплетну Хабзбуршко-Отоманску границу, на дужини од 850 km кроз подручје Краљевине Угарске (данашња Хрватска, Србија, Румунија). Током двадесет година које је провео на подручју тадашње Угарске сакупио је мноштво научних података, препарата, старина, извршио многа мерења и осматрања за рад који је планирао да објави о Подунављу. На том послу са њим сарађивао је картограф Јохан Кристоф Милер (Dr Johann Christoph Müller) припремајући рукописе за штампу у његовом родном Нирнбергу. Прво, изводно издање дела, Prodromus штампано је 1700. а објављивање великог дела очекивало се најкасније до 1704. Рад Марсиљија запазили су и у Енглеској, где у новембру 1691. добија статус члана Краљевског академског друштва у Лондону.
Током рата за шпанско наслеђе, Марсиљи се поново налази на фронту у команди Грофа Јохана Филипа од Арка (Johann Philipp d'Arco). Заједно губе царски замак Брајсах на Рајни који пада у руке непријатеља 1703. године. Гроф од Арка губи главу због предаје без битке, док цар Светог римског царства Марсиљију одузима племићке титуле и војне чинове ломећи му његов витешки мач над главом. Жалбе цару на то су биле узалудне, али га је јавно мњење касније ослободило оптужбе занемаривања војне службе и часне неодговорности.
Ипак, Марсиљи напушта царску војску и наставља своје путешествије, овога пута у Швајцарску и Француску, најдуже се задржавајући у Марсељу где проучава море. Поново црта разне мапе, проучава астрономију, мери брзину воде река, студира разне производе и руднике подручја које је посетио, проучава птице, рибе и фосиле, сакупља сваку врсту старина (археолошких предмета), прави препарате живуљака, моделе, инструменте, итд. Након завршеног посла, 1712. се враћа у Болоњу где приказује своју збирку Академском сенату Универзитета. При Болоњском универзитету 1715. оснива свој "Академски институт за науку и уметност" (Accademia delle Scienze dell'Istituto di Bologna) и нешто касније штампарију, снабдевену са најбољом типографијом тог времена за штампање на латинском, грчком, јеврејском, и арапском језику.
Након двадесет година кашњења, 1726. у Амстердаму и Хагу коначно излази његово капитално дело о Дунаву – Danubius Pannonico-Mysicus. Мапе из тог дела издају се у форми засебног атласа 1744. Његов рад на проучавању мора и океана, који илази 1725. Марсиљија поставља на место оца модерне океанографије.
Године 1727. својој колекцији придодаје материјал Источноиндијске збирке, набављен у Енглеској и Холандији. 1715. постаје инострани члан Париске академије наука, и члан Академског друштва у Монпељеу.

## Дела
Марсиљи је имао преко двадесет капиталних научних радова. Највижнији од њих су: Osservazioni interne al Bosforo Tracio (Rим, 1681), Histoire physique de la mer (Amsterdam, 1725), Danubius Pannonico-Mysicus, богато илустровано дело у шест томова са важним историјским и научним информацијама о крајевима Подунавља (Хаг, 1726) и дело L'Etat militaire de l'empire ottoman (Амстердам, 1732).

### На српском
- Михајловић В., Владимир (2015). „Л. Ф. Марсиљи – први антиквар Србије” (PDF). Етноантрополошки проблеми 10. 3: 595-617. Архивирано из оригинала (PDF) 14. 04. 2018. г. Приступљено 28. 5. 2019.
- Михајловић В., Владимир (2016). Луиђи Ф. Марсиљи и рецепција античког наслеђа у српској археологији - докторска дисертација (PDF). Филозофски факултет Универзитета у Београду. Приступљено 28. 5. 2019.
- Михајловић В., Владимир (2018). На границама Балкана : Л. Ф. Марсиљи и римска баштина (1683–1701). Београд: Валканолошки институт САНУ. ISBN 978-86-7179-102-1.

### На енглеском
- John Stoye: Marsigli's Europe. The life and times of Luigi Ferdinando Marsigli, soldier and virtuoso. Yale University Press. New Haven, N.J. 1994.  978-0-300-05542-9.
- Giuseppe Olmi, L'illustrazione naturalistica nelle opere di Luigi Ferdinando Marsigli, in Natura-Cultura. L'interpretazione del mondo fisico nei testi e nelle immagini, edited by G. Olmi, L. Tongiorgi Tomasi, A. Zanca, Firenze: Olschki, (2000). стр. 255–303.